# Stadthalle (Freiburg im Breisgau)

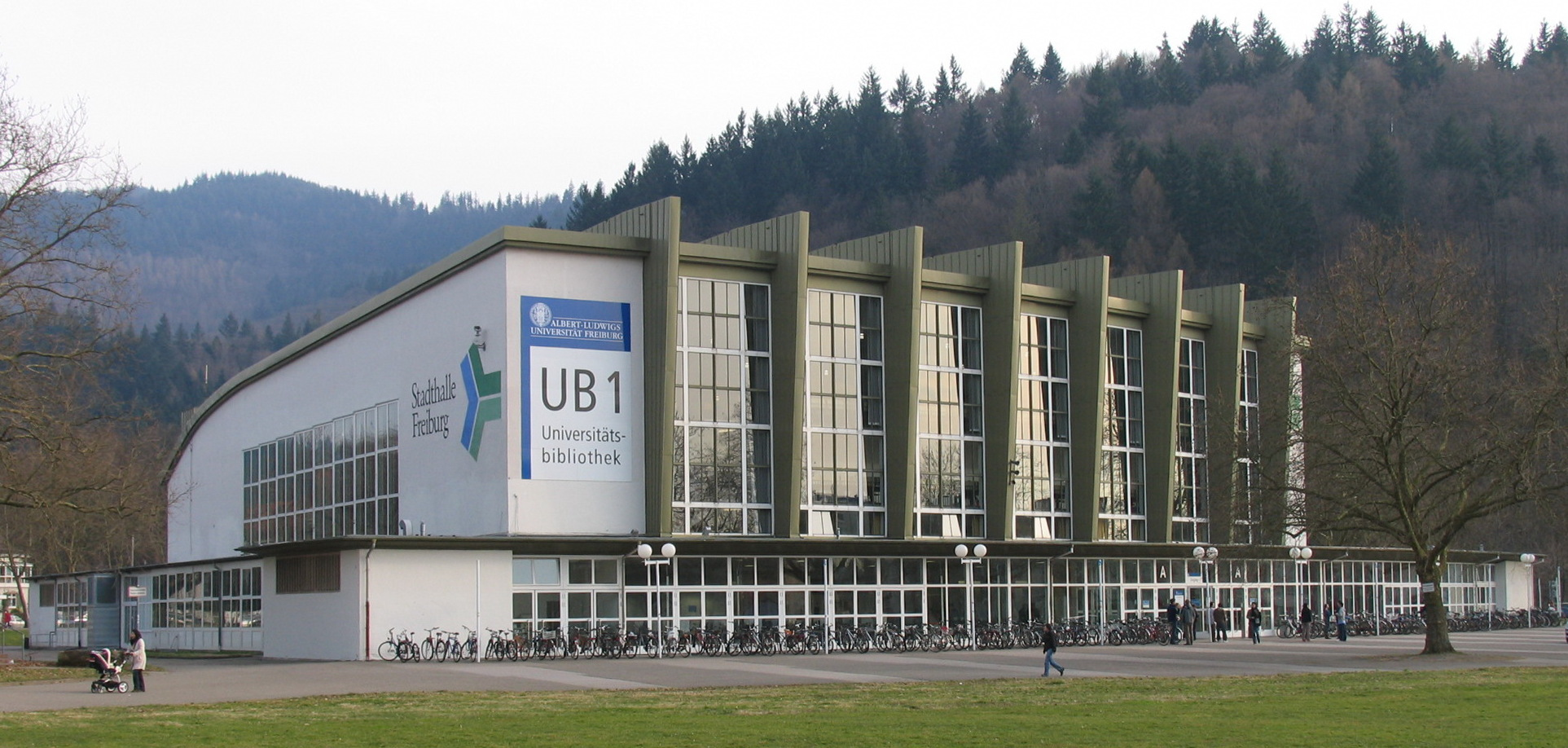
Stadthalle Freiburg als Ausweichquartier für die Universitätsbibliothek

Die Freiburger Stadthalle wurde 1954 als Mehrzweckhalle im Stadtteil Wiehre der Stadt Freiburg im Breisgau errichtet.

## Geschichte
Nachdem die zwischen 1846 und 1854 nach Plänen von Friedrich Eisenlohr erbaute Kunst- und Festhalle am Stadtgarten von Freiburg während des Bombenangriffs am 27. November 1944 zerstört worden war, wurde in den frühen 1950er Jahren die Nachfrage nach einem größeren Veranstaltungsort für Konzerte, Sportveranstaltungen, Bürgerbegegnungen, Kongresse und Ausstellungen immer größer, so dass sich der Stadtrat auf Drängen des damaligen Oberbürgermeisters Wolfgang Hoffmann entschloss, ein solches Gebäude errichten zu lassen. Ein erster  Wettbewerb brachte nicht das gewünschte Ergebnis. Im zweiten Anlauf wurde nach langen Beratungen der Entwurf des Bauingenieurs und Architekten Albert Maria Lehr zur Ausführung ausgewählt.
Am 3. April 1954 wurde mit dem Bau begonnen und bereits am 12. September 1954 konnte die Halle mit der Egmont-Ouvertüre, gespielt vom Philharmonischen Orchester zur Eröffnung einer Tagung der Gesellschaft deutscher Naturforscher und Ärzte in Betrieb genommen werden. Die Gesamtbaukosten betrugen weniger als 2,5 Millionen DM (Voranschlag: 2.160.000 DM).
Genutzt wurde die Halle für größere Konzerte, für Sportveranstaltungen, Kongresse, für Ausstellungen, Bälle, Fernsehshows und Parteitage. Beispielsweise fanden hier mehrere Bundesparteitage der FDP statt (1968, 1971, 1972); 1968 fand vor der Halle eine spontane Diskussion zwischen dem Studentenführer Rudi Dutschke und dem liberalen Professor Ralf Dahrendorf statt, 1971 wurden dort die so genannten Freiburger Thesen verabschiedet, mit denen die FDP sich damals in Richtung eines Sozialen Liberalismus orientierte.
Im Laufe der folgenden Jahrzehnte entstanden in der Stadt nach und nach für die verschiedenen Nutzungen spezialisierte Gebäude, etwa eine große Sporthalle, das Konzerthaus Freiburg und ein neues Messe- und Ausstellungsgelände im Westen der Stadt neben dem Flugplatz Freiburg. Als dann der Messplatz für eine Bebauung freigegeben wurde, bedeutete dies 2006 das Ende der Stadthalle als Veranstaltungsort. Ein Abbruch zugunsten von Wohnbebauung drohte, doch das Gebäude wurde als stadtteilprägendes Bauwerk wegen seines „dokumentarischen und exemplarischen Werts für die Architektur von Mehrzweckhallen in den frühen 1950er Jahren“ im Jahr 2009 unter Denkmalschutz gestellt.
Von Sommer 2004 bis Ende 2006 betrieb ein Freiburger Gastronom im Restaurantbereich die Bar Freiburg im Stil der 1970er Jahre. Da die Universität sie ab 2007 von der Stadt pachtete, hätte sie wegen des Gewerbebetriebs auf die ganze Pacht Mehrwertsteuer zahlen müssen. So gab es ab 2008 eine vom Studierendenwerk betriebene Cafeteria.
Von 2008 bis 2015 wurde das Gebäude nach Umbauten im Inneren als Ausweichquartier für die Universitätsbibliothek genutzt. Deren Gebäude auf dem Innenstadtcampus wurde wegen zu erwartender hoher Sanierungskosten bis auf die Treppenhäuser und Tiefgeschosse abgetragen und  neu errichtet.
Nach Ende dieser Nutzung gab es erneut Raumbedarf in der Stadt, durch die im Jahr 2015 in großer Zahl nach Deutschland geflüchteten Menschen aus dem nahen und mittleren Osten. Erneut musste umgebaut werden, damit in der Halle etwa 400 Flüchtlinge Platz finden konnten. Im Dezember 2016 wurde die Stadthalle als Flüchtlingsunterkunft – da nicht mehr benötigt – zunächst geschlossen; für möglicherweise erneuten Bedarf an Notunterkünften wird sie aber vorerst weiter bereitgehalten.
Seit Herbst 2020 nutzte die Freiburger Musikschule 15 Räume im hinteren Teil der Stadthalle. Vor Ausbruch der Covid-19-Pandemie unterrichtete die Musikschule in 30 allgemeinbildenden Schulen. Da die meisten Schulen seitdem die Räume selber benötigen, kann die Musikschule nur noch in sechs Schulen im Stadtgebiet unterrichten. Die Bleibe in der Stadthalle war zunächst nur bis Schuljahresende angedacht.
Am 22. Dezember 2022 berichtete die Badische Zeitung, ein Gutachterbüro habe Mängel in der Statik gefunden und riet dazu, die Stadthalle nicht mehr zu nutzen. Das Gebäude wird sicherheitshalber umzäunt. Details sind unbekannt. Die Stadt hatte im Sommer 2022 ein Gutachten zum Zustand des Hallendachs in Auftrag gegeben. Es wird untersucht, ob die Stadthalle saniert werden kann oder eine anderweitige Nachnutzung in Betracht kommt. So wird im Dezember 2024 darüber diskutiert, ein Mehrgenerationengebäude innerhalb des denkmalgeschützten Gebäudes zu bauen.

## Baubeschreibung
Der trapezförmige Stahlskelettbau mit einer nach Nordwesten ausgerichteten, völlig verglasten Fassade steht am östlichen Rand des Stadtbezirks Oberwiehre, am Rand des Alten Messplatzes. Das Gebäude ist 18,3 m hoch, knapp 70 Meter lang, auf der Fassadenseite 81,6 m und auf der Rückseite 46,3 m breit. Im Inneren befinden sich neben der großen Parkettfläche eine Bühne mit Orchestergraben, eine Empore, eine große Eingangshalle, verschiedene Nebenräume, ein Keller und unter der Bühne ein Restaurantbereich. Die Halle bot 3600 Sitzplätze, bei Sportveranstaltungen 2000 Sitzplätze und 800 Stehplätze.
Das äußere, fächerförmige Erscheinungsbild entsteht durch die außen liegenden Stahl-Binder, an denen die Dachkonstruktion aufgehängt ist, ein eher seltenes Konstruktionsprinzip, das auch vom Architekten Mies van der Rohe vereinzelt praktiziert wurde. Jedoch wurde das Dach immer wieder undicht, so dass bisweilen Planen unter das Dach gespannt wurden oder Besucher umgesetzt werden mussten.
In der großzügigen Eingangshalle sind die Seitenwände mit halb-abstrakten Fresken des Freiburger Künstlers Rudolf Kaufhold geschmückt, die Pfeiler gestaltete der Freiburger Bildhauer Karl Rißler mit Figuren in Steinschnitt, die sich auf die verschiedenen Nutzungsmöglichkeiten der Halle beziehen.

## Anbindung
Die Stadthalle befindet sich an der Haltestelle Musikhochschule der Straßenbahnlinie 1. Dort befindet sich auch eine Haltestelle des Fahrradverleihsystems Frelo. Der FR 8 entlang der Schützenallee verläuft an der Stadthalle vorbei, zum Dreisamradweg FR 1 besteht eine Unterführung unter der Straßenbahnlinie.